# Hydra (программное обеспечение)
Hydra (или THC Hydra) — программа для параллельного подбора паролей, встроенная в различные операционные системы для пентеста такие как Kali Linux, Parrot OS и другие. Hydra была создана в качестве концептуального инструмента, позволяющего исследователям в области кибербезопасности продемонстрировать, насколько легко можно взломать учетные записи интернет-пользователей. 
Hydra использует различные методы атаки, такие как брутфорс и перебор по словарю, чтобы угадать правильную комбинацию имени пользователя и пароля. Пентестеры часто используют Гидру вместе с набором программ, таких как crunch, cupp и некоторыми другими, использующимися для генерации словарей на основе задаваемых пользователем шаблонов.